# Louis-Ferdinand Ullstein
Louis-Ferdinand Ullstein (* 11. November 1863 in Berlin; † 19. März 1933 ebenda) war ein deutscher Verleger.

## Leben und Wirken
Nach dem Tod seines Vaters, des Verlagsgründers Leopold Ullstein, trat Louis Ullstein 1899 an die Spitze des Ullstein Verlags. Sein älterer Bruder Hans Ullstein (1859–1935), der jüngere Bruder Franz Ullstein (1868–1945) und die Halbbrüder Rudolf Ullstein (1874–1964) und Hermann Ullstein (1875–1943) waren ebenfalls im Verlag aktiv. Während Louis zum Kaufmann ausgebildet worden war und für die Unternehmensstrategie verantwortlich zeichnete, hatten Hans und Franz Rechtswissenschaft studiert. Franz wurde auch als „Geist“ des Verlages beschrieben. Hermann übernahm nach einer ungeliebten Ausbildung zum Kaufmann die Zeitschriften und die Verlagswerbung.
Louis Ullstein baute 1904 die „Berliner Zeitung“ radikal zur „B.Z. am Mittag“ um, was einen großen wirtschaftlichen Erfolg und eine Umwälzung der Berliner Presselandschaft bedeutete.

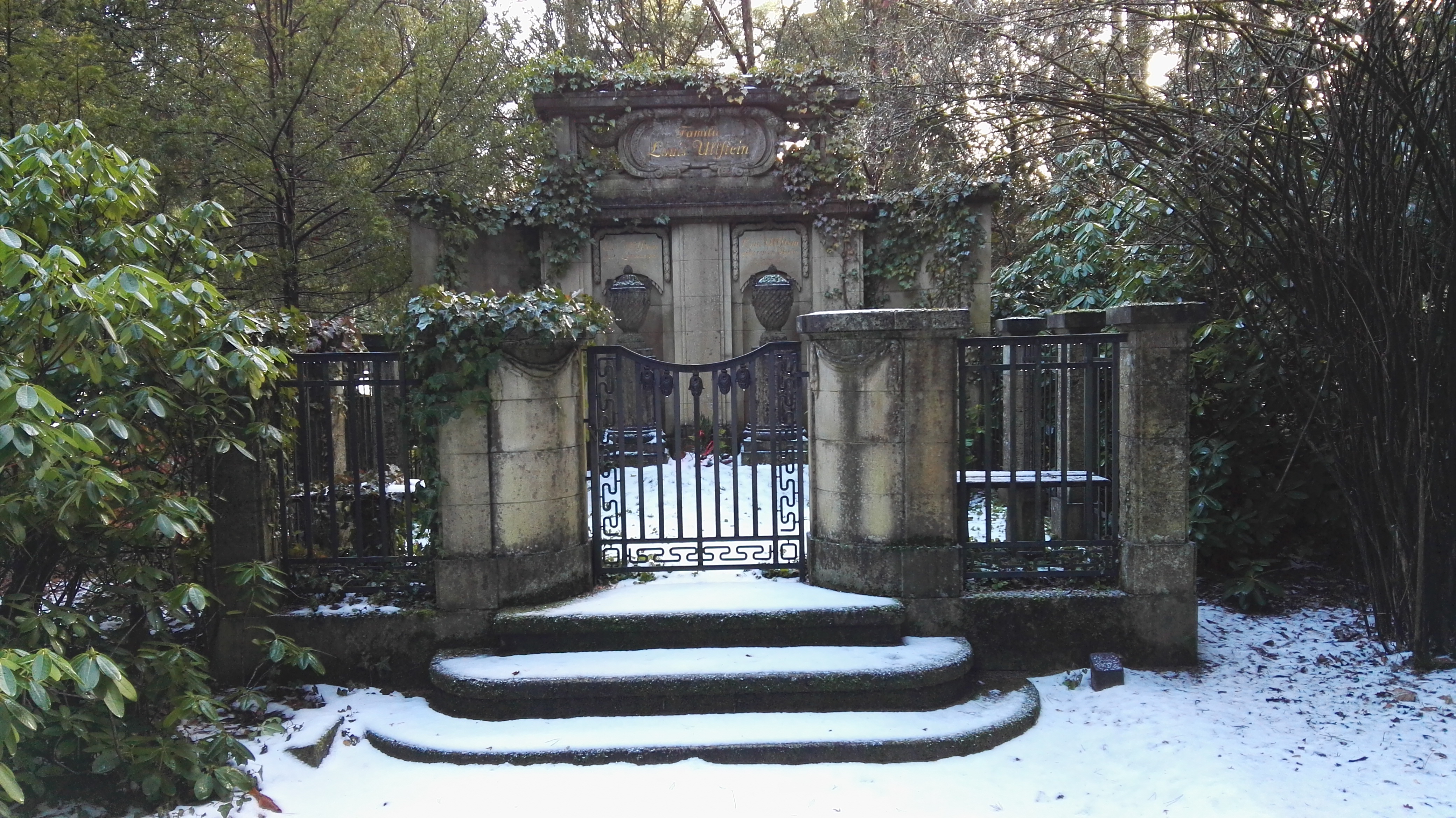
Grabstätte

Er war mit Else Landsberger, der Schwester des Schriftstellers Artur Landsberger, verheiratet. Beide waren früh aus der jüdischen Gemeinde ausgetreten, ihr gemeinsamer Sohn Heinz Ullstein wurde christlich erzogen. Louis Ullstein errichtete sich und seiner Familie eine Villa in Berlin-Grunewald, Höhmannstraße 10. Sie dient heute dem britischen Botschafter als private Residenz. Die Grabstätte der Eheleute befindet sich auf dem Südwestkirchhof Stahnsdorf im Block Charlottenburg, Gartenblock I, Erbbegräbnis 16.